# 가변길이배열
가변 길이 배열(Variable-length array)은 프로그램 작성 시 배열의 크기를 컴파일 타임에 정하지 않고, 실행타임에 정할 수 있도록 하는 기능이다.
지원하는 프로그래밍 언어는 Ada, Algol68, APL, C99, C#, Cobol 등이다.

## 예제
프로그래밍 언어 C (프로그래밍 언어)를 활용 하여 가변길이 배열을 표현 한 것이다. 변수로 받은 값을 활용 하여 함수 내에서 배열의 크기를 할당을 하여 사용할 수 있다.
```
float
 
read_and_process
(
int
 
n
)

{

    
float
 
vals
[
n
];

    
for
 
(
int
 
i
 
=
 
0
;
 
i
 
<
 
n
;
 
i
++
)

        
vals
[
i
]
 
=
 
read_val
();

    
return
 
process
(
vals
,
 
n
);

}

```